# Boophis blommersae
A Boophis blommersae a kétéltűek (Amphibia) osztályába, a békák (Anura) rendjébe és az aranybékafélék (Mantellidae) családjába tartozó faj. Nevét Rose Marie Antoinette Blommers-Schlösser tiszteletére kapta.

## Előfordulása
A faj Madagaszkár endemikus faja. A sziget északi részén, az Amber Mouintain Nemzeti Parkban valamint délebbre, a Tsaratanana régióban honos 500–900 m-es magasságban. Természetes élőhelye szubtrópusi vagy trópusi párás síkvidéki erdők, folyók.

## Megjelenése
Kis méretű békafaj, testhossza körülbelül 24 mm. Háta világosbarna, hasi oldala sárgásfehér.